# George Furth
George Furth (Chicago, Illinois, 14 december 1932 - Santa Monica, Californië, 11 augustus 2008) was een Amerikaanse acteur en toneelschrijver.
Furth was als acteur vaak in de komische rol van (bebrilde) nerd te zien. Daarnaast schreef hij toneelstukken en musicals. Bekend is hij met name vanwege zijn samenwerking met componist/tekstschrijver Stephen Sondheim. Hij schreef samen met hem de musicals Company en Merrily We Roll Along. Met name Company was een groot succes, en Furth kreeg er in 1970 een Tony Award voor uitgereikt. Op 11 augustus 2008 overleed hij op 75-jarige leeftijd na een lange periode van ziek zijn.

## Filmografie
- 1964: Que le meilleur l'emporte (The Best Man) - Tom
- 1964: The New Interns - Dr. Phil Osterman
- 1965: A Very Special Favor - Pete
- 1965: Tammy (tv) - Dwayne Whitt (unknown episodes)
- 1965: A Rage to Live - Paul Rutherford
- 1966: Fame Is the Name of the Game (tv) - Morgue Attendant
- 1967: The Cool Ones - Howie
- 1967: Tammy and the Millionaire - Dwayne Whitt
- 1967: Games - Terry, l'invité à la fête
- 1968: Nobody's Perfect - Hamner
- 1968: How to Save a Marriage (And Ruin Your Life) - Roger
- 1968: P.J. - Sonny Silene
- 1968: What's So Bad About Feeling Good? - Murgatroyd
- 1968: The Boston Strangler - Lyonel Brumley
- 1968: The Good Guys (tv) - Hal Dawson (onbekend aantal episodes, 1968-1969)
- 1969: Butch Cassidy and the Sundance Kid  - Woodcock
- 1970: Myra Breckinridge - Charlie Flager Jr.
- 1971: Sam Hill: Who Killed Mr. Foster? (tv) - Fletcher
- 1973: The Third Girl from the Left (tv) - Zimmy
- 1973: Woody et les robots (Sleeper) - Guest at Luna's party
- 1973: What Are Best Friends For? (tv) - Barry Chambers
- 1974: Blazing Saddles - Van Johnson
- 1975: For the Use of the Hall (tv) - Martin
- 1975: Let's Switch! (tv) - Sidney King
- 1975: Shampoo - Mr. Pettis
- 1976: The Dumplings (tv) - Frederic Steele
- 1976: Norman... Is That You? - Bookstore Clerk
- 1977: American Raspberry - President
- 1977: Airport '77 - Gerald Lucas
- 1977: Charlie Cobb: Nice Night for a Hanging (tv) - Conroy
- 1977: Oh, God! - Briggs
- 1978: Hooper  - George Budwell, Humane Society Representative
- 1978: Twigs
- 1980: The Scarlett O'Hara War (tv) - George Cukor
- 1981: The Cannonball Run  - Arthur J. Foyt
- 1982: Megaforce - Eggstrum
- 1982: Docteurs in love (Young Doctors in Love) - Disgusting Looking Patient
- 1983: Doctor Detroit - Arthur Skridlow
- 1983: The Man with Two Brains  - Timon
- 1998: Bulworth - Older Man
- 1998: Goodbye Lover - Mr. Merritt

- Bibsys: 3010193
- Bibliothèque nationale de France: cb14047311q (data)
- Gemeinsame Normdatei: 1020257156
- International Standard Name Identifier: 0000 0000 2262 5862
- Library of Congress Control Number: n82162732
- MusicBrainz: 5b2a457a-21d3-4ff0-9380-98df4a02c698
- Nationale Bibliotheek van Israël: 987007325757805171
- Nederlandse Thesaurus van Auteursnamen: 110521277
- SNAC: w65438sh
- Virtual International Authority File: 24803474
- WorldCat: E39PBJtcH4HQQGdyh9d6vdvbVC